# 伊登条约
伊登条约（英語：Eden Agreement，Eden Treaty），是英国代表威廉·伊登与法国代表约瑟夫·德·雷内瓦尔于1786 年9月26日签署的条约，条约的名称是以英国谈判代表威廉·伊登的名字命名。条约的主要内容是英、法两国相互开放自由市场，降低两国各自的关税，实现两国真正的自由贸易。